# Allt om Mat
Allt om Mat (deutsch „Alles übers Essen“) ist eine schwedische Zeitschrift für Essen und Trinken und Marktführer in diesem Segment. In der Zeitung werden klassische Rezepte der schwedischen Küche, Weinproben und neue Trends in der Gastronomie vorgestellt. Pro Jahr erscheinen 20 Ausgaben, 16 normale und 4 Spezialausgaben zu den Festen im Frühling, Sommeressen, Weinproben im Herbst und Weihnachtsessen. In der Allt om Mat Nr. 13 1976, S. 44–45, wurde das Rezept des Fliegenden Jakobs veröffentlicht.
Die Internetseite alltommat.se hat eine eigenständige Redaktion, die eng mit der Zeitungsredaktion zusammenarbeitet. Die Zeitung wird im Offsetdruck mit einem Format von 217 × 280 Millimeter gedruckt.